# Doug Wert
Doug Wert (New Hampton, 31 luglio 1961) è un attore statunitense.
Ha iniziato a recitare sin da quando era bambino prendendo parte soprattutto in ruoli televisivi; al cinema, è noto per aver recitato in Analisi di un delitto.

## Filmografia parziale
- Star Trek: The Next Generation - serie TV, episodi 4x02-5x12-7x20 (1990-1992-1994)
- Roswell, regia di Jeremy Kagan (1994) - film TV
- The Wasp Woman, regia di Jim Wynorski (1995) - film TV
- Analisi di un delitto (A Murder of Crows), regia di Rowdy Herrington (1998)